# Wojna duńsko-hanzeatycka (1367–1370)
Wojna duńsko-hanzeatycka (1367–1370) – konflikt zbrojny między Danią a Związkiem Hanzeatyckim i jego sprzymierzeńcami.

## Tło
Pierwsze starcia między Danią a miastami Hanzy, które posiadały niezależne wojsko, miały miejsce w 1362. Wówczas Hanza wypowiedziała wojnę Danii, ponieważ ta rok wcześniej zajęła szwedzką Olandię i Gotlandię wraz z miastem handlowym Visby, co było ciosem w interesy miast Hanzy. Wówczas Hanza zawiązała antyduński sojusz ze Szwecją i Norwegią. Wojska hanzeatyckie zdobyły Kopenhagę, jednak Duńczycy rozbili flotę Hanzy na wodach Sundu. Po bitwie sprzymierzeńcy zaprzestali działań na terytorium Danii i podpisali rozejm 12 listopada 1362.
W czasie pokoju Dania panowała na wodach południowo-zachodniego Bałtyku, natomiast Hanza przygotowywała się do nowej wojny, by wywalczyć przywileje swobodnego handlu. Hanza oprócz budowania floty wojennej szukała sojuszników w nowej wojnie. Za Związkiem Hanzeatyckim opowiedział się król Szwecji Albrecht Meklemburski oraz jego ojciec panujący w Meklemburgii – Albrecht II Wielki, Holandia, a także władca Holsztynu Henryk Żelazny. Za Danią opowiedział się władca Norwegii Haakon VI oraz zdetronizowany król Szwecji Magnus Eriksson.

## Wojna
Hanza wypowiedziała wojnę Danii i Norwegii 19 listopada 1367. Od lutego 1367 trwała wojna między Danią i Norwegią a Szwecją, gdzie działały wojska duńskie. Albrecht Meklemburski zatrzymywał wojska duńskie w południowej Szwecji, kiedy to wojska meklemburskie i holsztyńskie wkroczyły na terytorium Danii. Od zachodu uderzyła flota holenderska, wysadzając desant na terytorium Norwegii. Od wschodu nadpłynęła flota hanzeatycka, która miała opanować Kopenhagę.
W toku działań wojennych na wiosnę 1368 w Danii wybuchł bunt przeciwko Waldemarowi IV, który pokrzyżował mu plany obrony. W kwietniu 1368 Waldemar IV opuścił Danię, pozostawiając władzę i kontrolę nad wojskiem marszałkowi Henningowi Podbusce.
W maju 1368 flota hanzeatycka pod dowództwem burmistrza Lubeki Brono von Warendrop wysadziła desant i zajęła Kopenhagę. Wkrótce armia Hanzy opanowała całą Zelandię. W sierpniu 1368 Haakon VI został zmuszony do podpisania rozejmu z Holendrami. Do jesieni 1368 wojska meklembursko-holsztyńskie, które wsparli zbuntowani możnowładcy, zajęły niemal cały Półwysep Jutlandzki. Wojska szwedzkie oblegały Hälsingborg i kilka innych zamków w Skanii.
Po zajęciu Kopenhagi do działań przystąpiła flota duńska. Doszło do drugiej bitwy w Sundzie, niemal w tym samym miejscu co przed sześcioma laty. Jako pierwsze do ataku przystąpiły okręty duńskie; Duńczycy wobec trudnej sytuacji na lądzie ostatnie nadzieje pokładali we flocie. Jednostki duńskie przygotowywały się do abordażu, jednak zostały zasypane gradem strzał z łuków i kusz oraz pocisków z machin miotających. Kilka jednostek zostało zmuszonych do wycofania się z walki. Pomimo intensywnego ostrzału ze strony Hanzy, okręty duńskie zdołały podejść do stanowisk hanzeatyckich. Doszło do abordażu i bitwy na miecze na pokładach. W czasie bitwy nie poczyniono manewrów taktycznych, a na wynik bitwy zdecydowała walka wręcz. W chaotycznych walkach, wykrwawione załogi duńskie ustępowały z pola bitwy. Niezdolne do ucieczki okręty padły łupem wojsk hanzeatyckich. W bitwie poległ Brono von Warendrop, jednak nie miało to wpływu na przebieg walk.
Druga bitwa w cieśninie Sund przekreśliła nadzieje Duńczyków na korzystny przebieg wojny. W wyniku dalszych działań na lądzie terytorium Danii zostało całe opanowane przez sprzymierzonych. 30 września 1369 uzgodniono w Stralsundzie rozejm. Traktat pokojowy podpisano 24 maja 1370, a na mocy niego Hanza uzyskała swobodę handlu na wodach i terytorium lądowych Danii, olbrzymią kontrybucję i przywileje. Potęga Danii na Bałtyku została zachwiana, a od momentu wojny na morzu panował Związek Hanzeatycki.